# Weyersheim
Weyersheim is een gemeente in het Franse departement Bas-Rhin (regio Grand Est). De gemeente behoort tot het kanton Brumath in het arrondissement Haguenau-Wissembourg. Weyersheim telde op 1 januari 2022 3.515 inwoners.

## Geografie
De oppervlakte van Weyersheim bedroeg op 1 januari 2022 18,89 vierkante kilometer; de bevolkingsdichtheid was toen 186,1 inwoners per km². 

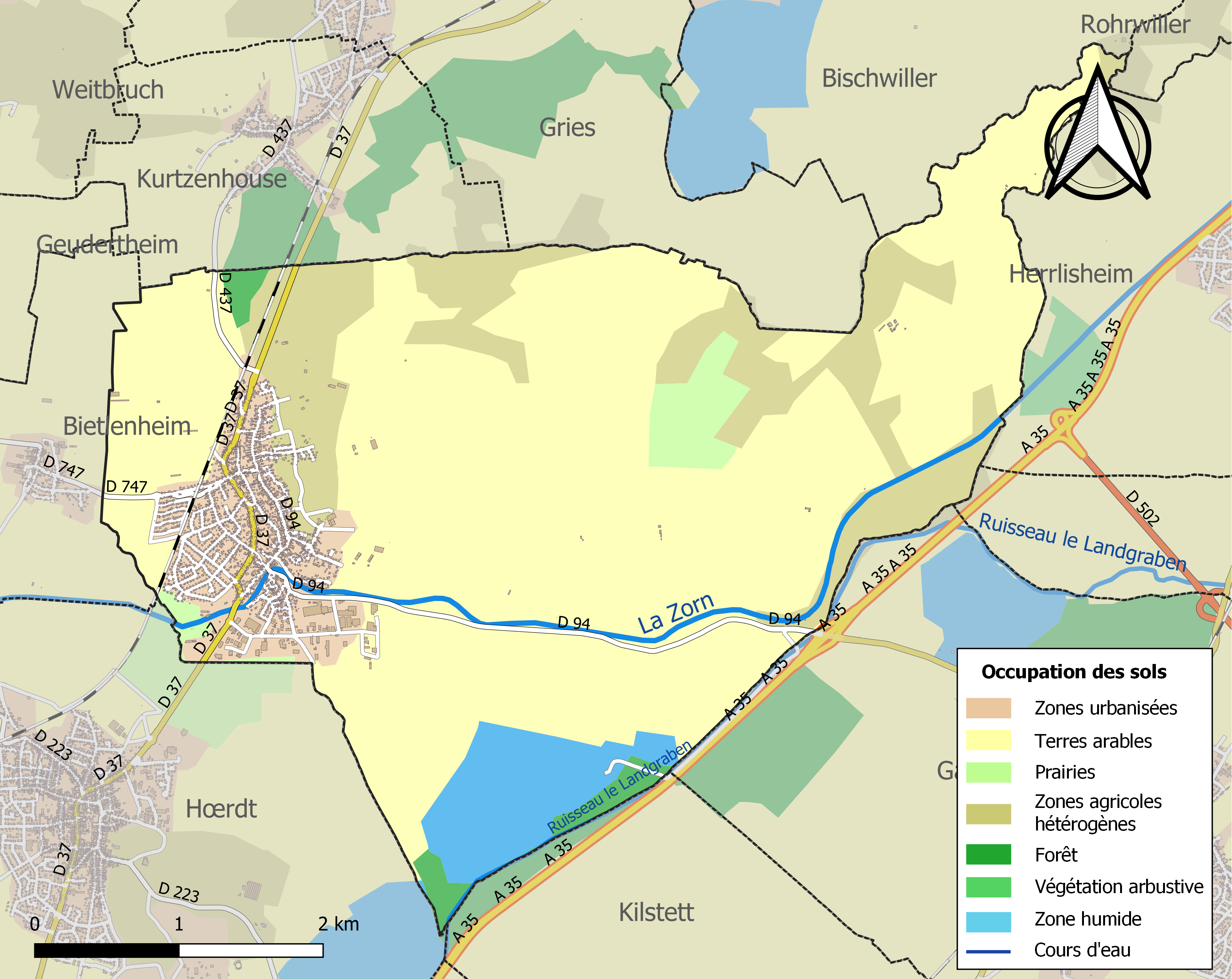
Kaart van de gemeente met de belangrijkste infrastructuur, bodemgebruik en omliggende gemeenten

## Demografie
Onderstaande figuur toont het verloop van het inwonertal (bron: INSEE-tellingen).

## Verkeer en vervoer
In de gemeente staat het spoorwegstation Weyersheim.

## Evenementen en feesten
- tweede weekend van oktober: Messti van het dorp.